# Villarino (Castroverde)
Villarino (llamada oficialmente Santiago de Vilariño) es una parroquia y una villa española del municipio de Castroverde, en la provincia de Lugo, Galicia.

## Organización territorial
La parroquia está formada por una entidad de población:
- Castroverde

## Demografía
Gráfica demográfica de la villa de Castroverde y de la parroquia de Villarino según el INE español:
| Gráfica de evolución demográfica de Villarino entre 2000 y 2019 |
|                                                                 |
| Datos según el nomenclátor publicado por el INE.                |